# Ion Popescu (Ucraina)
Ion Popescu (în ucraineană Іван Васильович Попеску) (n. 16 aprilie 1964, comuna Pătrăuții de Jos, raionul Storojineț, Ucraina) este un filolog și om politic ucrainean de etnie română. A îndeplinit funcția de deputat  în Rada Supremă a Ucrainei (1994-2002, 2006-2014).

## Biografie
Ion Popescu s-a născut la data de 16 aprilie 1964, în comuna Pătrăuții de Jos din raionul Storojineț (Ucraina), într-o familie de etnie română. Mama sa, Aurica Todorovna (1938-2007), era născută în satul Poieni, care actualmente face parte din raionul Herța, iar tatăl său, Vasile Nicolaevici (1942-2007), era originar din Pătrăuții de Jos, aflat pe râul Siret. Tatăl său a fost primarul satului Pătrăuții de Jos, timp peste 30 de ani și unul dintre susținătorii fondării Clubului cultural sportiv "Dragoș Vodă" din regiunea Cernăuți a Ucrainei .
Sora sa mai mică, Larisa, este animatoarea renumitului ansamblu de dansuri populare de copii “Mugurelul” din satul Pătrăuții de Jos, iar fratele mai mic, Vitalie, a fost animatorul Clubului cultural sportiv "Dragoș Vodă" cu echipă de fotbal de copii din localitate.
A urmat studii la Facultatea de Facultatea de Filologie din cadrul Universității de Stat din Cernăuți (1981-1986), urmând apoi aspirantura (1989-1991) și obținând în anul 1993 titlul științific de doctor în filologie și în filozofie cu teza "Situația lingvistică și bilingvismul româno-rus în arealul de sud al regiunii Cernăuți" (în ucraineană Румуно-російський білінґвізм і мовна ситуація в південному ареалі Чернівецької області). Este Magistru de onoare în drept și specialist în sociolingvistică. Ion Popescu este autor a peste 100 articole științifice în domeniul sociolingvisticii, dreptului internațional, drepturilor omului și minorităților naționale, demografiei etc. publicate în limbile engleză, franceză, rusă, ucraineană și română. Este coautorul studiului academic "Românii din Ucraina: între trecut și viitor" (2010, 572 pag.).
A lucrat ca profesor de limba și literatura rusă la Școala din Colomeea (septembrie 1986 - august 1987), asistent la Catedra de limba rusă a Universității din Cernăuți (septembrie 1987 - septembrie 1989), aspirant (septembrie 1989 - octombrie 1992), asistent la Catedra de limba rusă (noiembrie 1992 - mai 1994).
În perioada 1994-2002 a îndeplinit demnitatea de deputat al poporului de Hliboca în Rada Supremă de la Kiev. În anul 1996, dr. Ion Popescu a participat la elaborarea și adaptarea Constituției Ucrainei (1996). De asemenea, în calitate de deputat, a fost secretar al grupurilor parlamentare de prietenie Ucraina-România și Ucraina-Moldova (1998-2002).
După încheierea activității parlamentare din cele două legislaturi consecutive (1994-2002), devine după propriile afirmații "„revoluționar liber”, adică șomer din motive politice" . "Dar, în primul rând, în permanență am fost în căutarea unui serviciu, pentru a-mi putea întreține familia... După alegeri, mie personal mi s-a refuzat reangajarea la Universitatea din Cernăuți, unde lucrasem până la alegerea în Parlament, pe motiv că a fost suspendat postul, după reorganizarea catedrei."
A obținut diploma de magistru în politologia relațiilor internaționale (2002-2004). De asemenea, a lucrat la două studii privind situația reală a românilor din Ucraina: unul, consacrat situației actuale, celălalt, arătând cum din majoritari, doar în 150 de ani, românii au ajuns să fie minoritari. În această perioadă, a fondat Centrul Bucovinean Independent de Cercetări Actuale din Adâncata și a contribuit la coagularea forțelor românești din Ucraina, prin crearea Uniunii Interregionale „Comunitatea Românească din Ucraina”, care a colaborat oficial în campaniile electorale cu Partidul Regiunilor a lui Viktor Ianukovici (2006-2014) până la adoptarea „Declarației de Bănceni” (2014).
În aprilie 2006, el a fost ales din nou ca deputat, ca reprezentat al Partidului Regiunilor, fiind reales în noiembrie 2007 , apoi în decembrie 2012.
„Înainte de alegeri, noi am făcut cunoscute cererile noastre celor 5 formațiuni care aveau șanse să ajungă în Parlament și participau și la alegerile locale. Cel mai important era să ne permită sî înaintăm cât mai mulți candidați pe lista partidului respectiv, fără să devină membri ai acelui partid. A doua cerință a fost de natură național-culturală - protejarea bisericilor noastre ortodoxe canonice, susținerea limbii materne în școli și biserici, promovarea reprezentanților noștri în puterea executivă. Până la urmă, singurul partid care a acceptat, în mai mare sau mai mică măsură, a fost Partidul Regiunilor, care și-a respectat până azi obligațiile față de noi. Noi am ales Partidul Regiunilor și pentru că acesta militează pentru ca majoritatea banilor să rămână la nivel local, iar dacă banii rămân la nivel local, se pot da mai multe fonduri pentru școală, pentru cultură. Noi suntem și pentru integrarea europeană a Ucrainei. Aceasta era o problemă cu Partidul Regiunilor, dar când și ei au spus că sunt pentru, problema a dispărut. În ce privește alte partide, de exemplu și comuniștii ar fi acceptat multe dintre cerințele românilor, dar comuniștii au refuzat să recunoască deportările, iar partidele portocalii nu au acceptat să pună în scris și să ofere garanții pentru menținerea școlilor în limba maternă. Ei spuneau da, dar ce făceau la nivel local demonstra că de fapt sunt pentru asimilarea școlilor în limba maternă și a minorităților. Alte partide ne-au pus condiții de ordin material, pe care nu le puteam accepta, adică să susținem financiar ziare ori campanii electorale .”—Ion Popescu
La alegerile parlamentare anticipate din 2014 nu și-a depus candidatura. La alegerile anticipate din 2019, cu o săptămână înainte de scrutin practic și-a oprit campania electorală în calitate de candidat independent, depunând la comisia electorală de circumscripție raportul final privind folosirea resurselor material-financiare în campania electorală, și, ca rezultat, a fost sprijinit doar de 828 de alegători din cei peste 70 de mii care au participat la vot. Reducerea susținerii omului politic, la acel moment, a fost cauzată de sprijinea guvernului Partidului Regiunilor în anii 2010-2014 și evenimentele legate de mișcările Maidan și Anti-maidan de la Kiev. După încheierea carierei politice participă la apărarea intereselor românilor din Ucraina la nivel internațional.  
De asemenea, a fost în paralel și membru în Adunarea Parlamentară a Consiliului Europei, ca supleant (22 ianuarie 1996 - 21 septembrie 1998), membru plin (21 septembrie 1998 - 24 iunie 2002), supleant (2 octombrie 2006 - 21 ianuarie 2008) și din nou membru plin (din 21 ianuarie 2008), din 2008 este șeful delegației permanente a Ucrainei în APCE, iar în perioada 2010-2012 și 2014 este ales vicepreședinte al AP a Consiliului Europei și membru al Biroului APCE din partea Ucrainei. În această calitate, a făcut parte din Comisia pentru mediu, agricultură și amenajarea teritoriului, Comisia pentru probleme politice, Comisia de monitorizare a APCE (2001-2002), Subcomisia pentru democrație locală și regională etc. A fost vicepreședinte al Subcomisiei pentru dezvoltare durabilă. A fost desemnat ca observator oficial din partea Consiliului Europei la alegerile parlamentare din Croația (2000) și Kosovo (2001), și prezidențiale din Azerbaidjan (2008). A fost raportor oficial al APCE în problemele “Colaborării transfrontaliere” (2007-2008). La încheierea carierei politice la nivelul structurilor europene i s-a conferit titlul de “Asociat onorific al Adunării parlamentare a Consiliului Europei” (2015).

## Alte activități politice și culturale desfășurate
A îndeplinit de asemenea funcțiile de membru al delegației parlamentare a Ucrainei în Adunarea parlamentară de colaborare economică din bazinul Mării Negre (1994-1998), raportor principal al AP CЕMN în domeniul colaborării tineretului din zonă pe anul 1997, coordonator al grupurilor interfracționale de sprijinire a minorităților naționale și confesiunilor canonice din Ucraina, expert-coordonator principal în proiectul comun al Înaltului Comisar al OSCE în problemele minorităților naționale și Împuternicitului Radei Supreme a Ucrainei în drepturile omului „Monitorizarea respectării drepturilor minorităților naționale în Ucraina” pe anul 2002, Președintele Consiluilui interregional al Congresului comunităților naționale din Ucraina (2001-2002).
A fost ales în calitate de președinte de onoare de către mai multe ONG-uri românești din Ucraina, cum ar fi:
- președinte de onoare al Clubului Cultural-Sportiv „Dragoș-Vodă”
- președinte de onoare și președintele Senatului Centrului Bucovinean Independent de Cercetări Actuale
- președinte de onoare al Ligii Tineretului Român „Junimea”
- președinte de onoare al Uniunii Societăților Românești „Pentru Integrarea Europeană” din regiunea Cernăuți

La data de 5 martie 2005 a fost ales ca Președinte al Consiliului Național al Uniunii Interregionale "Comunitatea Românească din Ucraina".

## Distincții
Dr. Ion Popescu a primit mai multe distincții pentru activitatea desfășurată și anume:
- Ordinul Ucrainei „Pentru merite” gradul III (cavaler) (iunie 1997) și II (august 2010) - pentru activitatea legislativă
- 4 ordine creștine conferite de Biserică Ortodoxă din Ucraina - pentru aportul în apărarea credinței strămoșești
- Ordinul Național "Serviciul Credincios" în grad de Comandor (decembrie 2000) acordat de către Președintele României, Emil Constantinescu - pentru apărarea drepturilor românilor din Ucraina și din spațiul carpato-balcanic în Consiliul Europei
- Diploma de onoare a Radei Supreme a Ucrainei - pentru aportul deosebit în fața poporului Ucrainei
- Medalia nominală “Pro Merito” a Adunării parlamentare a Consiliului Europei (2015) - pentru susținerea Ucrainei în procesul de eurointegrare  și aportul personal adus la armonizarea legislației cu standartele europene

Ion Popescu este căsătorit, soția sa Alexandra (n. 1963) fiind absolventă ca șef de promoție a Academiei Diplomatice din Kiev (2002). Împreună au o fiică, Inna (n. 1988). În afară de română, rusă și ucraineană, el vorbește și limba franceză.